# Ján Vosček
Ján Vosček (5. srpna 1924 Malá Franková – listopad 2015) byl slovenský a československý politik, po sametové revoluci poslanec Slovenské národní rady a Sněmovny národů Federálního shromáždění za Kresťanskodemokratické hnutie, v roce 1992 soudce Ústavního soudu ČSFR.

## Biografie
V rodné obci absolvoval základní školu, střední vzdělání získal na Řeholním gymnáziu v Nitře a na státním slovenském gymnáziu v Kežmarku. V letech 1945-1950 vystudoval Právnickou fakultu Univerzity Komenského. Během studií pracoval na Pověřenectví školství jako tajemník děkanátu. V roce 1949 přešel do Košic a pracoval na Vysoké škole veterinární v Košicích jako vedoucí kanceláře rektora, později coby tajemník. Z funkce byl odvolaný v roce 1959, protože nebyl členem politické strany. Později pracoval na postu podnikového právníka v Šlechtitelském podniku v Košicích, ve Východoslovenských železárnách a v Hutních stavbách.
V lednu 1990 se v rámci kooptací stal poslancem Slovenské národní rady, kde působil v ústavně-právním výboru. Ve volbách roku 1990 zasedl za KDH do slovenské části Sněmovny národů (volební obvod Východoslovenský kraj).Ve Federálním shromáždění setrval do února 1992, kdy rezignoval na poslanecký mandát. V parlamentu působil v ústavně-právním výboru jako místopředseda.
V roce 1992 se uvádí bytem Košice. V roce 1992 ho KDH úspěšně navrhlo na post soudce Ústavního soudu ČSFR.
Zemřel v listopadu 2015. Pohřeb se konal 20. listopadu v krematoriu v Košicích.